# Trentino Domani
Trentino Domani (Trentino Demà) és un partit polític itàlia, actiu a la província de Trento, d'ideologia social-liberal. Els seus membres procedien del Partit Socialista Italià, del Partit Republicà Italià, del Partit Socialista Democràtic Italià i d'Alleanza Democratica. A les eleccions regionals de Trentino-Tirol del Sud de 1998 va obtenir el 5,1% dels vots i dos consellers, Marco Benedetti i Mauro Leveghi.
Per a les eleccions regionals de Trentino-Tirol del Sud de 2003 es presentà dins la llista Lleials al Trentino, llevat els del PSI, que van presentar-se amb Socialistes Democràtics Italians com a Socialisti insieme per il Trentino.